# أندرياس رنشلر
أندرياس رنشلر (بالألمانية: Andreas Renschler)‏ هو أمين صندوق البنك ألماني، ولد في 29 مارس 1958 في ديتزينجين في ألمانيا.

## وصلات خارجية
- أندرياس رنشلر على موقع مونزينجر (الألمانية)